# 전청조
전청조(全靑鳥, 1996년 11월 1일~)는 대한민국의 전직 말 관리사이자, 남성과 여성을 상대로 결혼 빙자 사기를 벌인 범죄자, 전과자이며 펜싱 선수 출신 남현희의 전 약혼자이다. 한국경마축산고등학교를 다녔다.

## 과거 행적
1996년 11월 1일에 태어났고 강화여자중학교에 다녔으나 졸업은 충청남도 당진에서 했으며 한국경마축산고등학교에 진학했으나 자퇴했다. 전청조와 같은 해에 입학해 졸업한 제보자에게서 전청조가 "1학년 1학기를 마치고 자퇴했다”, "자퇴의 정확한 이유는 모르지만 부적응으로 알고 있다."는 증언을 입수했으며 관계자 취재를 통해 "2019년부터 전 씨가 남성으로 행세해 왔다"는 증언들과 업계 관계자에게 일부 사기 행각을 벌여 왔다는 증언도 입수해 보도했다.
동창들의 제보에 따르면 학창 시절부터 거짓말을 밥 먹듯이 하는 허풍쟁이였다고 한다. 《궁금한 이야기 Y》에 출연한 동창들에 의하면 오늘 뽑은 차라면서 타인의 차를 SNS에 찍어 올리고 엉터리로 영어를 섞어서 10여 분 간 통화를 하고 교실에서 자고 일어나서 갑자기 기억상실증을 흉내낸 적이 있다고 한다.
2024년  11월 13일 2심 선고에서 징역 13년을 선고받았다.

## 언론에서 보도한 전과
전청조 혼인빙자 사기 사건에 의해 촉발된 의혹에 따라 전청조에 대해 제기되었던 여러 가지 의혹 및 전과가 보도되었다. 사기죄로만 무려 전과 10범 이상인 것으로 밝혀졌다.
- 2023년 10월 25일, 디스패치는 "전청조가 지금껏 7건의 사기 행각을 벌였다"는 내용과 함께 "승마선수 출신이 아니다"라는 소문과 "전청조는 여자"라는 소문을 사실이라 보도했다.[7] 보도에 따르면 인천지방법원은 2020년 12월 11일 전청조에게 징역 2년 3개월을 선고했는데, 당시 재판부는 "전청조는 다수의 피해자를 기망해 3억 원에 가까운 거액을 편취했다", "피고인은 대부분 피해자의 피해를 변제하지 못했다"고 지적했다. 심지어 2019년 6월 파라다이스 호텔 전필립 회장의 혼외자라고 주장하면서 사기 행각을 벌였다는 사실까지 공개되었다. 자신의 성별을 남성과 여성을 넘나들며 사기를 쳤다고 하는데, 이때는 승마 선수가 아니라 말 관리사라고 자신을 소개했다고 한다. 전청조가 일으킨 범죄는 투자금 사기사건 (2019. 04.), 혼인 빙자 사기사건 (2019. 09.), 데이팅앱 사기사건 (2018. 04.), 재벌 3세 사기사건 (2019. 06.), 미국투자 사기사건 (2019. 09.), 1인 2역 사기사건 (2019. 08.), 그 외 채무[8] 등 각종 사기 사건이다. 아래 기사들에서 언급된 판결문과 (1) 선고일과 재판부, (2) 형량과 배상명령, (3) 제1심 판결 2개의 선고일 및 그 형량까지 완전히 같은 사건은 인천지방법원 2020. 12. 11. 선고 2020노1308, 2020초기1639, 2020초기1930, 2020노3539 판결[9]이다.

- 같은 날, 중앙일보는 전청조의 유죄 판결문과, 그에게 사기를 당했다는 피해자라고 주장하는 인물과의 인터뷰를 함께 보도했다.[10]

- 이어 파이낸셜뉴스는 전청조로부터 사기를 당한 뒤 아직까지 배상금을 받지 못한 피해자의 인터뷰를 보도했다.[11]

- JTBC 취재진이 전청조의 사기행각이 담긴 녹취 파일을 단독 입수해 보도했다.[12] JTBC가 입수한 녹취 파일에선 2020년 1월경 "남자친구와의 혼전임신으로 돈이 필요하다"며 남자친구의 주변인들에게 돈을 요구하는 정황이 고스란히 담겨 있었다.

- 쿠키뉴스는 전청조와 같은 해에 입학해 졸업한 제보자에게서 전청조가 "1학년 1학기를 마치고 자퇴했다”, "자퇴의 정확한 이유는 모르지만 부적응으로 알고 있다. 학창시절에도 거짓말을 잘했던 기억이 있다"는 제보를 받아 보도했다.[13] 기사는 마업계 관계자 취재를 통해 "2019년부터 전씨가 남성으로 행세해왔다"는 증언들과, 업계 관계자에게 일부 사기행각을 벌여왔다는 증언 역시 입수해 보도했다.

사기 전과 10범에 감옥 내에서도 문제를 일으켰으나 가석방이 되고 2022년 광복절 특사로 사면되었다. 그러나 출소 후에도 사기 행위를 재범했고 이듬해 그의 혐의는 남현희에게 뻗치게 된다

## 혐의
중국 학교 설립에 투자하겠다며 피해자들을 속여 1억 1000만원 상당의 금액을 편취했다는 주장이 나왔다.